# Madison (Illinois)
Madison es una ciudad ubicada en el condado de Madison en el estado estadounidense de Illinois. En el Censo de 2010 tenía una población de 3891 habitantes y una densidad poblacional de 87,42 personas por km².

## Geografía
Madison se encuentra ubicada en las coordenadas 38°40′34″N 90°6′31″O / 38.67611, -90.10861. Según la Oficina del Censo de los Estados Unidos, Madison tiene una superficie total de 44.51 km², de la cual 37.69 km² corresponden a tierra firme y (15.31%) 6.81 km² es agua.

## Demografía
Según el censo de 2010, había 3891 personas residiendo en Madison. La densidad de población era de 87,42 hab./km². De los 3891 habitantes, Madison estaba compuesto por el 39.68% blancos, el 55.54% eran afroamericanos, el 0.23% eran amerindios, el 0.15% eran asiáticos, el 0.08% eran isleños del Pacífico, el 1.62% eran de otras razas y el 2.7% pertenecían a dos o más razas. Del total de la población el 3.55% eran hispanos o latinos de cualquier raza.